# Estação Ligovskii Prospekt
Ligovskii Prospekt (em russo:  Лиговский проспект) é uma das estações da linha Pravoberejnaia (Linha 4) do metro de São Petersburgo, na Rússia. A estação «Ligovskii Prospekt» está localizada entre as estações «Dostoievskaia» (a oeste) e «Ploshchad Alexandra Nevskogo» (a leste).